# Fouad Siniora
Fouad Siniora (arab. فؤاد السنيورة, ur. 14 kwietnia 1943 w Sydonie) – libański polityk p.o. prezydenta Libanu od 24 listopada 2007 do 25 maja 2008, premier Libanu od 19 lipca 2005 do 9 listopada 2009.

## Życiorys
Urodził się w rodzinie muzułmanów sunnitów. Ukończył studia MBA na Uniwersytecie Amerykańskim w Bejrucie. Przez pewien czas wykładał na swej Alma Mater. W latach siedemdziesiątych pracował w departamencie audytowym w Libańskim Banku Centralnym, by następnie zostać zatrudniony przez Rafika al-Haririego. Z czasem stał się jego bliskim współpracownikiem. Jest także bliskim współpracownikiem syna al-Haririego, Sada.
Kiedy Hariri został premierem w 1992, mianował Siniorę ministrem finansów. Funkcję tę pełnił do 1998. Ponownie pełnił tę funkcję w latach 2000–2004. Po zwycięstwie w wyborach parlamentarnych antysyryjskiej opozycji, Siniora został premierem Libanu.
24 listopada 2007 roku prezydent Émile Lahoud zakończył pełnienie funkcji głowy państwa. Opozycja zbojkotowała przewidziane dwa miesiące wcześniej wybory nowego prezydenta, jak i kilkanaście kolejnych sesji parlamentu, podczas których Zgromadzenie Narodowe miało dokonać wyboru następcy Lahouda. Zgodnie z libańską konstytucją Siniora przejął obowiązki prezydenta państwa. Funkcję tę pełnił do 25 maja 2008 roku, kiedy to na nowego prezydenta wybrano Michela Sulaimana. Zgodnie z procedurą, nowy prezydent musi desygnować nowego premiera. 27 maja parlamentarna większość wysunęła Siniorę jako kandydata na premiera (Siniora uzyskał poparcie 68 deputowanych). Michael Sulaiman powierzył ustępującemu premierowi misję sformowania nowego rządu. W 2009 roku został wybrany do Zgromadzenia Narodowego z okręgu Sydon. Na stanowisku premiera zastąpił go Sad al-Hariri.